# Tapirowate
Tapirowate, tapiry (Tapiridae) – rodzina ssaków kopytnych z rzędu nieparzystokopytnych (Perissodactyla). Do rodziny należą duże ssaki o długości ciała 180–300 cm z zaokrąglonym grzbietem i tylnymi kończynami, zwężającymi się kończynami przednimi i nosem, krótkimi, muskularnymi nogami, ciemnym kolorem futra, grubą skórą i szczeciniastymi, porozrzucanymi włosami. Występują w regionach indo-malajskich i neotropikalnych. Zamieszkują tropikalne i subtropikalne, wilgotne lasy górskie, nizinne, bagienne i mgliste, paramo, sezonowo wilgotne łąki i sawanny; są silnie związane z wodą i środowiskami nadrzecznymi. Wszystkie gatunki tapirów zagrożone są wyginięciem.

## Taksonomia
Rodzinę zdefiniował w 1821 roku angielski zoolog John Edward Gray, podając następującą definicję: „nos zakończony krótką trąbą: palce trzy z tyłu, trzy lub cztery z przodu: kły dwa, a wyrzynające się po sześć w każdej szczęce”. W tak zdefiniowanej rodzinie Gray umieścił trzy rodzaje: Palaeotherium G. Cuvier, 1804 (obecnie w odrębnej rodzinie Palaeotheriidae), Tapirus Brisson, 1762 (rodzaj typowy) oraz nowo utworzony Hydrochoerus J.E. Gray, 1821 (obecnie młodszy synonim Tapirus Brisson, 1762).

### Ewolucja
Prawdziwe tapirowate zostały po raz pierwszy rozpoznane w eocenie w Ameryce Północnej, prawie 50 milionów lat temu. Rodzaj Tapirus pojawił się po raz pierwszy w miocenie (25–5 milionów lat temu), co dowodzi, że istniejące współcześnie tapiry wywodzą się ze starożytnej linii i należą do taksonu, który w przeszłości odnosił duży sukces ewolucyjny. Tapirowate są często nazywane „żywymi skamieniałościami”. Prehistoryczne tapiry występowały na terenach Europy, Ameryki Północnej, Azji Południowo-Wschodniej oraz Chińskiej Republiki Ludowej; w Afryce czy Australii nie odnaleziono żadnych szczątków. Tapiry pojawiły się w Eurazji, migrując przez most lądowy łączący Ameryką Północną i Azję. Wraz z powstaniem Przesmyku Panamskiego między Ameryką Północną a Południową, w okresie pliocenu około 7–2 mln lat temu, tapiry pojawiły się w Ameryce Południowej.

### Systematyka
Tapirowate, wraz z nosorożcowatymi (Rhinocerotidae) i koniowatymi (Equidae), należą do rzędu nieparzystokopytnych (Perissodactyla); gdzie wraz z nosorożcami tworzą podrząd gruboskórców (Ceratomorpha). Obecnie istnieją cztery odrębne gatunki tapirów, które należą do jednego rodzaju Tapirus z trzema gatunkami występującymi Ameryce Południowej (tapir amerykański (Tapirus terrestris), tapir górski (Tapirus pinchaque) i (tapir panamski (Tapirus bairdii)) oraz jednym gatunkiem z południowo-wschodniej Azji (tapir czaprakowy (Tapirus indicus)). Od momentu odkrycia tapiry były dzielone na aż cztery odrębne monotypowe rodzaje lub podrodzaje na podstawie rozległych i charakterystycznych cech czaszki, z wieloma nazwanymi gatunkami i podgatunkami. Podczas gdy pod względem uzębienia może to być bardzo jednolity rodzaj, liczne różnice w budowie czaszki, a także różnice zewnętrzne (ubarwienie, obecność grzebienia strzałkowego) między znanymi formami uznano za wystarczający dowód na poparcie pełnej rangi gatunkowej dla każdego z żyjących gatunków. Badania oparte na przeglądzie literatury i analizach morfometrycznych wspierają istnienie trzech rodzajów, jednak ich rozpoznawanie jest nadal odrzucane przez niektórych autorów. Analiza filogentyczna oparta na mitochondrialnym genie COII wykazał, że T. indicus oddzielił się od neotropikalnych tapirów od 21 do 25 milionów lat temu, T. bairdii oddzielił się od gatunków południowoamerykańskich od 19 do 20 mln lat temu, podczas gdy rozdzielenie się T. terrestris i Ta. pinchaque nastąpiło dopiero około 3 miliony lat temu, przypuszczalnie już po przybyciu tapirów do Ameryki Południowej. Natomiast Ruiz-García i współpracownicy w 2012 roku, wykorzystując w analizie gen cytochromu b, stwierdzili, że trzy amerykańskie tapiry faktycznie tworzą klad z tapirem czaprakowym jako grupą zewnętrzną, sugerując podział między T.s terrestris i T. pinchaque 3 miliony lat temu, a między kladem azjatyckim i amerykańskim 18 milionów lat temu, przy czym T. bairdii oddzielił się od innych gatunków amerykańskich jakiś okres pomiędzy wyżej wymienionymi.
Uproszczony kladogram z zaznaczeniem pozycji Tapiridae:
|  | T. bairdii                                                     |
|  |                                                                |
|  | \| \| T. pinchaque \| \| \| \| \| \| T. terrestris \| \| \| \| |
|  |                                                                |
|  | T. pinchaque                                                   |
|  |                                                                |
|  | T. terrestris                                                  |
|  |                                                                |

|  | T. pinchaque  |
|  |               |
|  | T. terrestris |
|  |               |

|  | T. bairdii                                                     |
|  |                                                                |
|  | \| \| T. pinchaque \| \| \| \| \| \| T. terrestris \| \| \| \| |
|  |                                                                |
|  | T. pinchaque                                                   |
|  |                                                                |
|  | T. terrestris                                                  |
|  |                                                                |

|  | T. pinchaque  |
|  |               |
|  | T. terrestris |
|  |               |

|  | T. bairdii                                                     |
|  |                                                                |
|  | \| \| T. pinchaque \| \| \| \| \| \| T. terrestris \| \| \| \| |
|  |                                                                |
|  | T. pinchaque                                                   |
|  |                                                                |
|  | T. terrestris                                                  |
|  |                                                                |

|  | T. pinchaque  |
|  |               |
|  | T. terrestris |
|  |               |

|  | T. bairdii                                                     |
|  |                                                                |
|  | \| \| T. pinchaque \| \| \| \| \| \| T. terrestris \| \| \| \| |
|  |                                                                |
|  | T. pinchaque                                                   |
|  |                                                                |
|  | T. terrestris                                                  |
|  |                                                                |

|  | T. pinchaque  |
|  |               |
|  | T. terrestris |
|  |               |

|  | T. bairdii                                                     |
|  |                                                                |
|  | \| \| T. pinchaque \| \| \| \| \| \| T. terrestris \| \| \| \| |
|  |                                                                |
|  | T. pinchaque                                                   |
|  |                                                                |
|  | T. terrestris                                                  |
|  |                                                                |

|  | T. pinchaque  |
|  |               |
|  | T. terrestris |
|  |               |

|  | T. bairdii                                                     |
|  |                                                                |
|  | \| \| T. pinchaque \| \| \| \| \| \| T. terrestris \| \| \| \| |
|  |                                                                |
|  | T. pinchaque                                                   |
|  |                                                                |
|  | T. terrestris                                                  |
|  |                                                                |

|  | T. pinchaque  |
|  |               |
|  | T. terrestris |
|  |               |

|  | T. bairdii                                                     |
|  |                                                                |
|  | \| \| T. pinchaque \| \| \| \| \| \| T. terrestris \| \| \| \| |
|  |                                                                |
|  | T. pinchaque                                                   |
|  |                                                                |
|  | T. terrestris                                                  |
|  |                                                                |

|  | T. pinchaque  |
|  |               |
|  | T. terrestris |
|  |               |

|  | T. bairdii                                                     |
|  |                                                                |
|  | \| \| T. pinchaque \| \| \| \| \| \| T. terrestris \| \| \| \| |
|  |                                                                |
|  | T. pinchaque                                                   |
|  |                                                                |
|  | T. terrestris                                                  |
|  |                                                                |

|  | T. pinchaque  |
|  |               |
|  | T. terrestris |
|  |               |

### Podział systematyczny
Do rodziny należy w zależności od ujęcia systematycznego 1 (Tapirus) lub 3 (Acrocodia, Tapirella i Tapirus) występujące współcześnie rodzaje; tutaj klasyfikacja z jednym rodzajem za Mammal Diversity Database i All the Mammals of the World (2023):
- Tapirus Brisson, 1762 – tapir.

Opisano również rodzaje wymarłe:

- Cambaylophus Kapur & Bajpai, 2015[25],
- Eotapirus Cerdeño & Ginsburg, 1988[26],
- Hesperaletes Colbert, 2006[27],
- Miotapirus Schlaikjer, 1937[28],
- Nexuotapirus Albright, 1998[29],
- Palaeotapirus Filhol, 1888[30],
- Paratapirus Depéret & Douxami, 1902[31],
- Plesiocolopirus Schoch, 1989[32],
- Plesiotapirus Qiu, Yan & Sun, 1991[17],
- Protapirus Filhol, 1877[33],
- Tapiravus Marsh, 1877[34],
- Tapiriscus Kretzoi, 1951[35].

## Zasięg występowania
Rodzina obejmuje cztery gatunki występujące na terenach Ameryce Środkowej i Południowej oraz Azji Południowo-Wschodniej. Trzy z tych gatunków żyją w Ameryce, od południowego Meksyku przez Amerykę Środkową do Wenezueli i na południe do Paragwaju i Brazylii. Czwarty gatunek, tapir czaprakowy, zamieszkuje Majnmę i Tajlandię na południe do Malezji i Sumatry.

## Morfologia

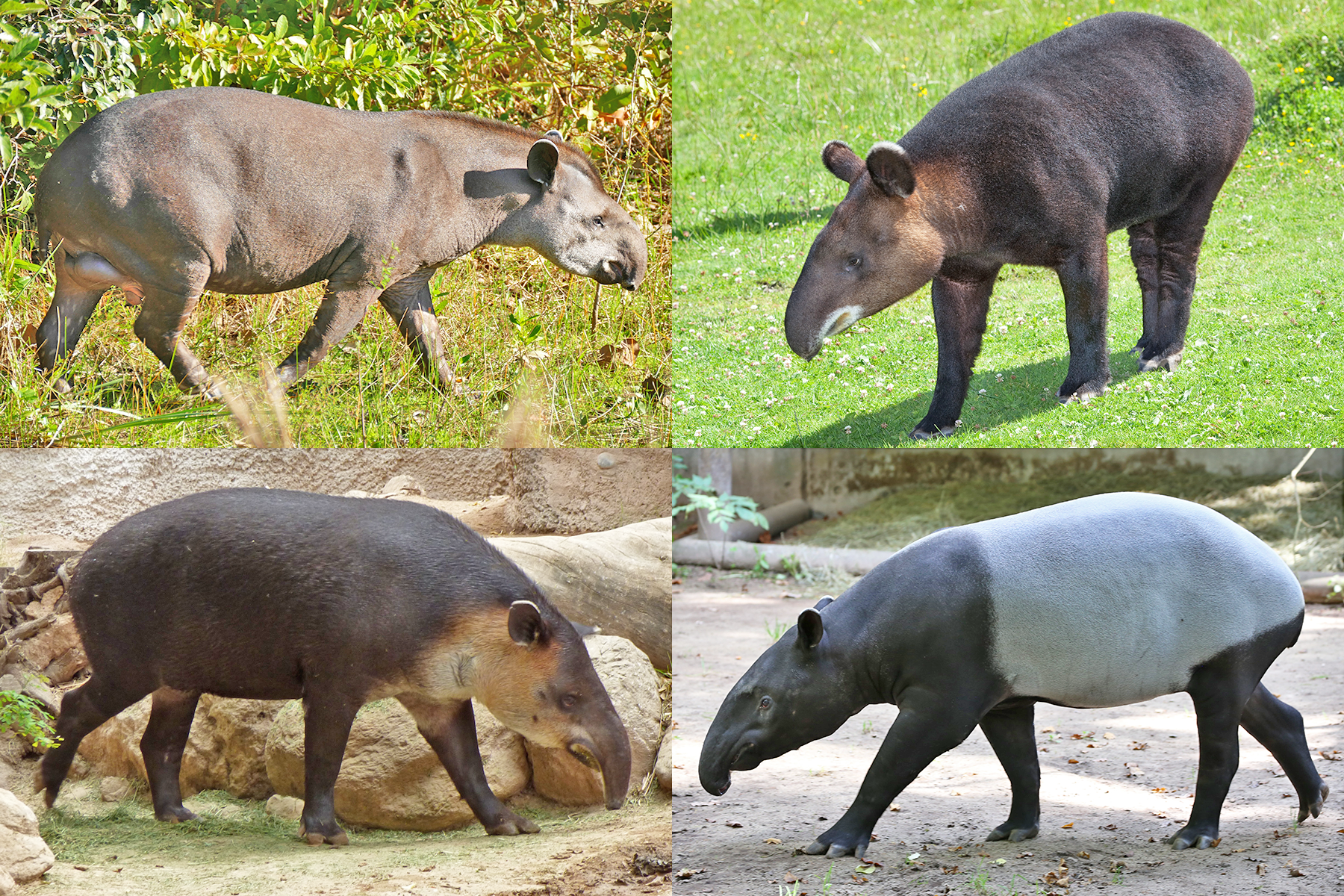
Kolor futra u tapirowatych – od góry od lewej: tapir amerykański, tapir górski, tapir panamski i tapir czaprakowy

Długość ciała 180–300 cm, ogona 10 cm; wysokość w kłębie 80–130 cm. Tapir czaprakowy osiąga masę od 280 kg do 400 kg, co czyni go największym ze wszystkich gatunków tapirów. Drugi co do wielkości tapir panamski waży od 250 kg do 350 kg. Trzecie co do wielkości są tapiry amerykańskie o masie ciała od 180 do 300 kg. Tapir górski ma masę ciała od 150 do 200 kg i jest najmniejszym z czterech gatunków tapirów. Samice są na ogół większe i cięższe niż samce. Tapiry są solidne i masywnie zbudowane, z zaokrąglonym ciałem z tyłu i zwężającym się z przodu. Dobrze przystosowały się do szybkiego poruszania się po gęstych zaroślach; w lesie tapir może biec tak szybko jak człowiek (Homo sapiens). Tapiry z Ameryki Łacińskiej są zazwyczaj jednolicie ciemnobrązowe, czarne lub szare, natomiast tapir czaprakowy z Azji jest czarny na kończynach dolnych i na całym przedzie ciała, a kremowobiały w środkowej części ciała. Skóra tapirów jest najgrubsza na karku i często pokryta bliznami, zadrapaniami i podbiegnięciami krwawymi; pod naskórkiem znajduje się warstwa tkanki włóknistej. Na całym ciele rozrzucone są szczeciniaste włosy. Młode wszystkich czterech gatunków tapirów mają ciemne futro z żółtymi lub białymi paskami i plamami; te paski i plamy zaczynają blednąć po trzech miesiącach, by całkowicie zniknąć po okresie od 5 do 6 miesięcy, chociaż pewne ślady plamek mogą pozostać u młodych dorosłych. Takie ubarwienie młodych zwierząt służy jako kamuflaż zabezpieczający przed drapieżnikami na wolności. Masa urodzinowa większości młodych tapirów wynosi 3–7 kg.

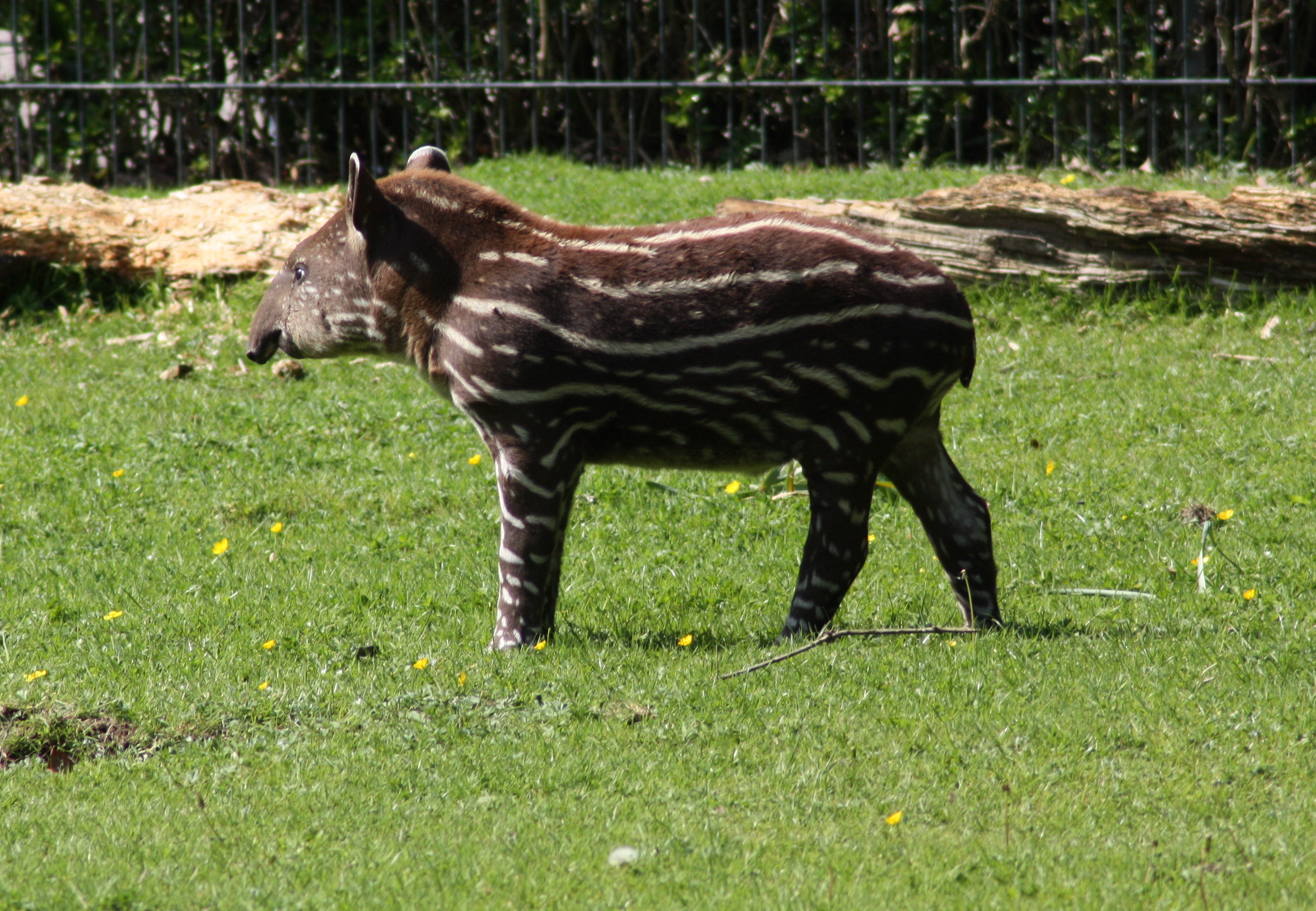
Młode tapira amerykańskiego

Wiele cech morfologicznych występujących u tapirów jest prymitywnych, w tym niezredukowany wzór zębowy, krótkie kończyny z zachowaniem pełnej kości łokciowej i strzałkowej oraz zachowanie czteropalcowego manus i trzypalcowego pes; wszystkie te cechy występowały u jednego z pierwszych przedstawicieli nieparzystokopytnych, Hyracotherium. Wzór zębowy u dorosłych tapirów to I {\displaystyle {\tfrac {3}{3}}} C {\displaystyle {\tfrac {1}{1}}} P {\displaystyle {\tfrac {4}{3}}} M {\displaystyle {\tfrac {3}{3}}} = 42 i jest podobny do wzoru zębowego u koniowatych. U samic i samców występuje podobne uzębięnie. Górne trzecie siekacze są duże i dobrze rozwinięte, natomiast górne kły zredukowane i oddzielone od siekaczy wąską diastemą. Dolne trzecie siekacze są zredukowane, a dolne kły dobrze rozwinięte i pokrywają się z podobnymi do kłów górnymi trzecimi siekaczami. Siekacze mają kształt dłuta, a kły kształt stożka. Wszystkie zęby policzkowe pozbawione są cementu. Mają niską koronę i są silnie lofodontyczne. Istnieje również duża diastema między kłami a przedtrzonowcami w szczęce i żuchwie.

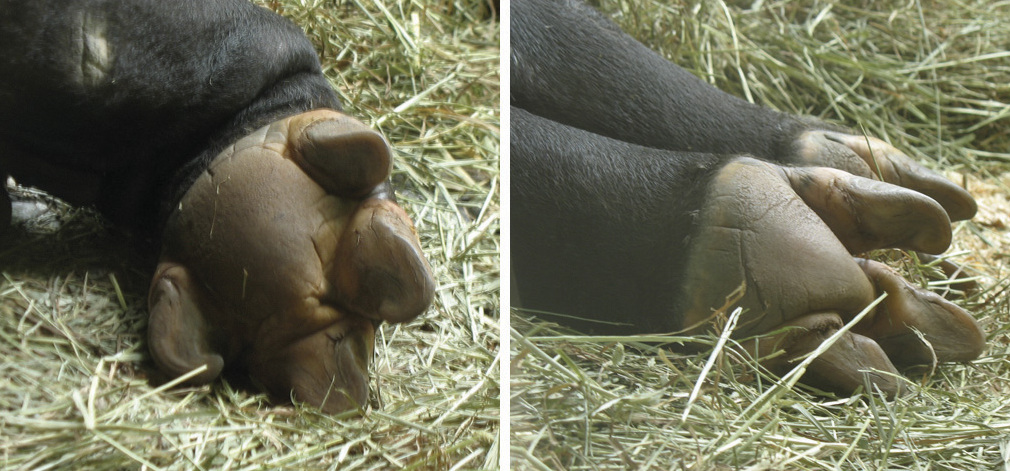
Przednie i tylne stopy dorosłej samicy tapira czaprakowego

Tapiry mają stosunkowo długie, spłaszczone bocznie czaszki o wysokiej mózgoczaszce i wypukłym profilu. Kości nosowe są krótkie, wysklepione i swobodnie wystające; otwór nosowy jest bardzo duży. U tapirów występuje krótka, mięsista trąbka zbudowana z mięśni i tkanek miękkich znajdujących się na pyska i górnej wargi. Trąbka jest bardzo ruchliwa i wrażliwa na dotyk. Spełnia bardzo ważną funkcję przy manipulowaniu żywnością i jej połykaniu. Pomaga również tapirom żerować na gałęziach i liściach. Oprócz zastosowania trąbki jako narządu do chwytania przydaje się ona również podczas wąchania i wyczuwania pokarmu lub innych przedmiotów. Trąbka jest bardziej wydłużona u gatunków południowoamerykańskich.

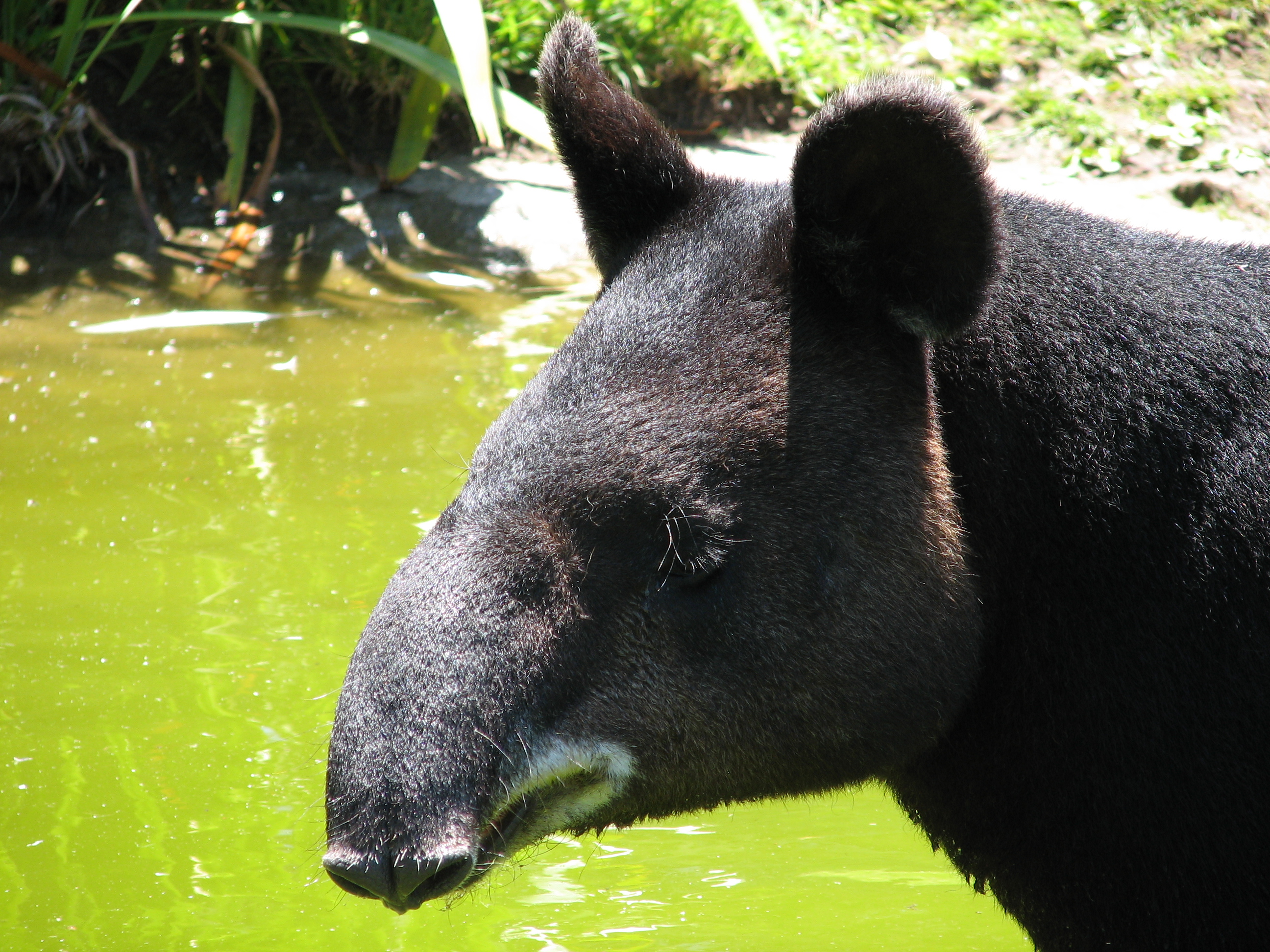
Wyraźnie widoczna trąbka tapira górskiego

Stopy są mesaksoniczne, co oznacza, że większość ciężaru spoczywa na środkowym palcu. Przednia część stopy ma trzy główne palce, a mniejszy (czwarty) jest używany tylko wtedy, gdy tapir chodzi po miękkim podłożu. Tylne stopy mają trzy palce. Wszystkie palce zakończone są kopytami. Rozstawione palce u stóp pomagają tapirom chodzić po błotnistej i miękkiej ziemi. Ciężar ciała jest rozłożony między elastyczną poduszkę pod stopami a środkowymi palcami, co uwidacznia się w śladach tapira.

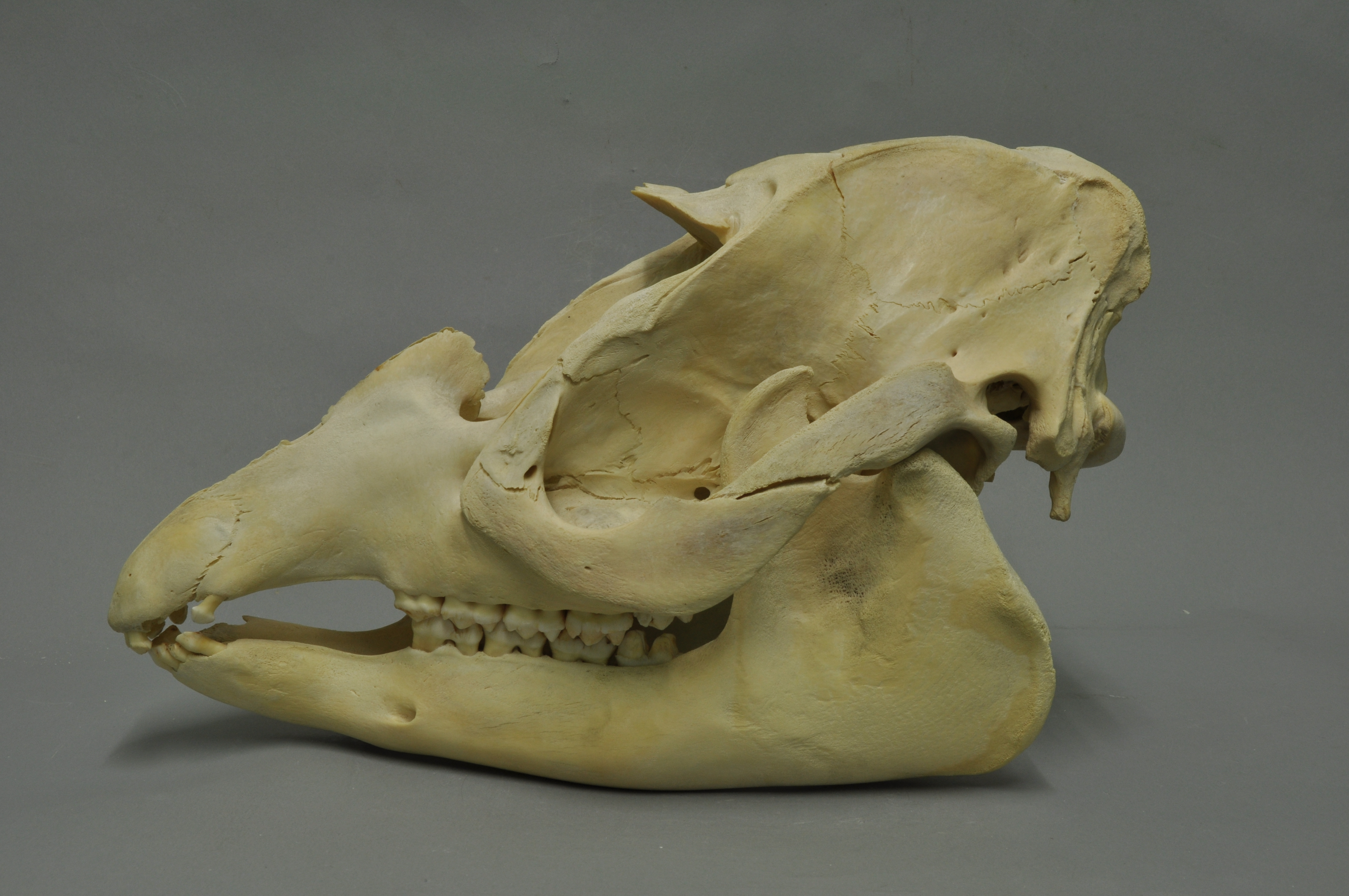
Czaszka tapira panamskiego

Szyje tapirów są bardzo grube i twarde. Mają zapewnić zwierzęciu ochronę podczas przemieszczania się przez gęste, często kłujące podszycie, a być może także stanowić mechanizm obronny przed drapieżnikami, które często chwytają kark. Tapiry amerykańskie mają dobrze rozwinięty, wydatny grzebień, który biegnie od podstawy pyska do połowy grzbietu. Zbudowany jest z tkanki tłuszczowej i miękkiej, i pokryty jest bardzo długimi czarnymi włosami. Oczy tapira są małe i rozmieszczone równo z bokiem głowy. Ich uszy są owalne, stojące i mało ruchliwe. Tapiry mają słaby wzrok, ale dobry słuch i zmysł węchu. Jak wszystkie zwierzęta roślinożerne, tapiry są najprawdopodobniej krótkowzroczne i słabo widzą na duże odległości. Ponadto prawdopodobnie występuje u nich ślepota barw. Ogon jest krótki i wydaje się nie mieć żadnego istotnego celu poza zapewnieniem osłony dla odbytu.

## Ekologia i biologia

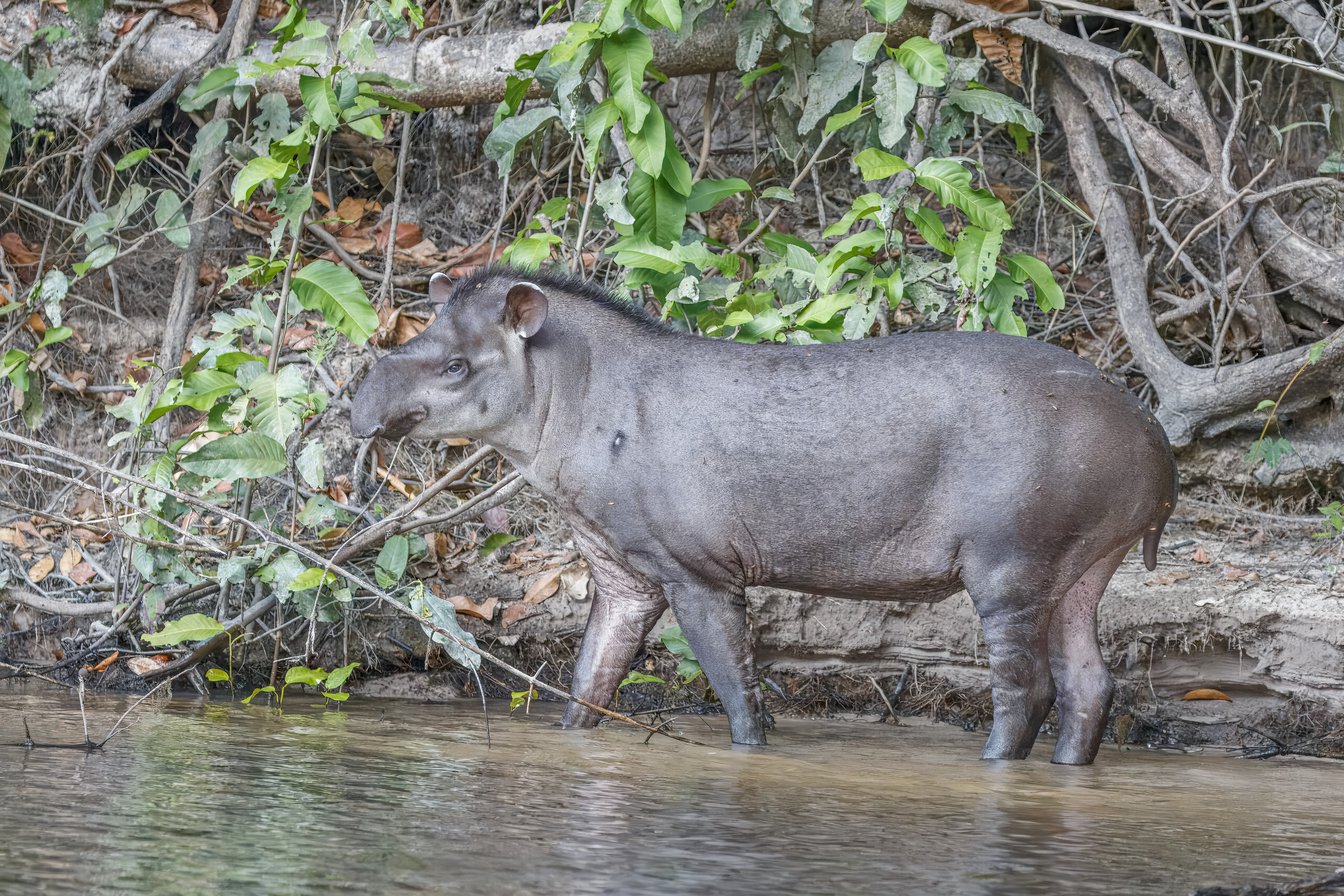
Tapir amerykański w swoim siedlisku

### Siedlisko
Tapiry są zwykle związane z tropikalnymi lasami nizinnymi lub tropikalnymi lasami górskimi. W toku wielu badań zidentyfikowano wzorce preferencji i selekcji siedlisk u tapirów. Istnieje coraz więcej dowodów na to, że oprócz dużych wymagań przestrzennych tapiry wymagają również pewnych typów siedlisk, które zawierają zasoby, których potrzebują lub które preferują, aby w dłuższej perspektywie przetrwać i utrzymać się przy życiu. Tapirowate są na ogół ściśle związane z lasami przyrzecznymi, bagnami, jeziorami i strumieniami, gdzie spędzają większość swojego aktywnego czasu i wykonują większość swoich czynności, zwłaszcza dotyczących żerowania. Lasy palmowe są znane jako ważne siedliska tapirów, ponieważ występujące w nich owoce są kluczowymi zasobami pożywienia dla tapirów. Kilka badań dotyczących tapirów amerykańskich wykazało intensywne użytkowanie lasów palmowych i wysoki procent spożycia przez nie owoców palmowych. W Mata Atlântica w interiorze Brazylii tapiry te znane są z bardzo intensywnego wykorzystywania kęp arekowca Romanzowa (Syagrus romanzoffiana). W północno-wschodnim regionie brazylijskiego Pantanalu tapiry w wysokim stopniu preferują lasy palmowe złożone z Scheelea phalerala w porównaniu z innymi typami roślinności. W Amazonii połacie Mauritia flexuosa są często odwiedzane przez tapiry amerykańskie. W związku z tym potencjalne modele rozmieszczenia tapirów wykazują wysokie prawdopodobieństwo występowania na takich obszarach siedliskowych. Oprócz lasów palmowych tapiry zaobserwowano również w solniskach, które odwiedzają w celu pozyskania niezbędnych minerałów.

### Tryb życia
Tapirowate przede wszystkim prowadzą nocny i zmierzchowy tryb życia, ponieważ jako duże zwierzęta mają trudności z odprowadzaniem nadmiaru ciepła ze względu na niski stosunek powierzchni do objętości. Dlatego nocny tryb życia może pomóc w termoregulacji, kiedy tapiry chowają się w lasach i zaroślach, odpoczywają w upalne dni i ograniczają swoją aktywność do chłodniejszych godzin nocnych. Tapiry zwykle wykazują wyraźny dwumodalny wzorzec aktywności, obejmujący dwa główne szczyty aktywności, pierwszy we wczesnych godzinach wieczornych, a drugi we wczesnych godzinach dziennych.

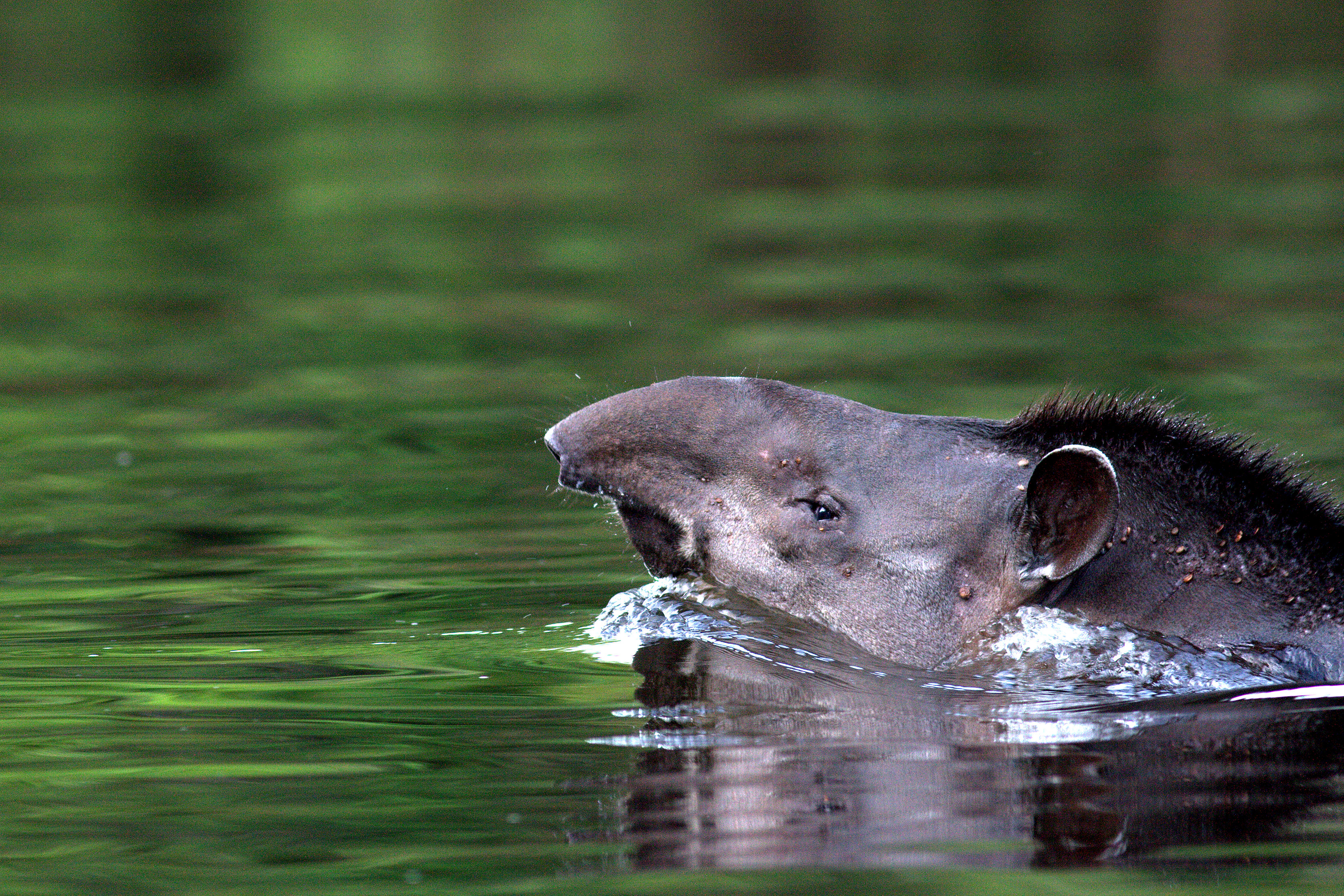
Płynący tapir amerykański

Tapiry są rzadko widywane ze względu na ich skrytość w gęstych zalesionych siedliskach oraz płochliwość i cichy tryb życia. Na pierwszy rzut oka ruchy tapirów przypominają ruchy ich krewnych, nosorożców i koni; w wolnym marszu zwykle trzymają głowę opuszczoną, a dopiero podczas kłusu unoszą głowę i elastycznie poruszają nogami. Zdumiewająco szybki galop obserwuje się tylko wtedy, gdy zwierzęta są na wolnej przestrzeni, bawią się lub są bardzo podekscytowane. Strome zbocza nie stanowią problemu dla tapirów, ponieważ ssaki te bardzo dobrze się wspinają. Ponadto doskonale pływają i z łatwością przekraczają nawet szerokie strumienie. Tapiry, podobnie jak hipopotamowate, potrafią podobno chodzić po dnie strumieni. Potrafią też całkiem dobrze nurkować, aby pożywić się roślinami wodnymi lub uciec, gdy są ścigane. Lubią też tarzać się w błocie. Tapiry wypróżniają się głównie w wodzie lub w suchych sezonowych strumieniach i stawach. 94% ze 136 próbek kału tapirów z Ameryki Środkowej zebranych w Parku Narodowym Corcovado w Kostaryce znaleziono w stałych lub sezonowych zbiornikach wodnych, podczas gdy tylko 6% znaleziono na suchym lądzie lub w pobliżu krawędzi lasu. Niektóre badania wykazały, że tapiry mogą używać sezonowych latryn, gdzie liczne odchody ułożone są razem w tym samym miejscu.

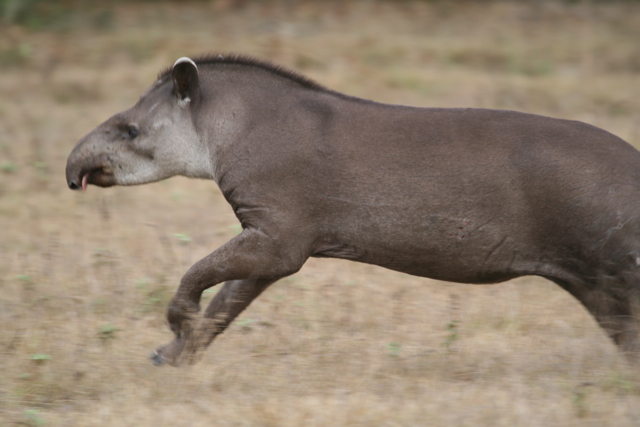
Biegnący tapir amerykański

Jako że tapiry żyją w dość gęstych obszarach leśnych, to generalnie uniemożliwia im to wizualną lokalizację i identyfikację zwierząt, niezależnie od tego, czy są to inne tapiry, czy drapieżniki. W zachowaniu tapirów zauważa się reakcje węchowe, kiedy ssaki te znajdują się blisko siebie, ale nie są one wykorzystywane do identyfikacji na dużych odległościach. Badania przeprowadzone w 1965 roku na żyjących w niewoli tapirach amerykańskich w ogrodzie zoologicznym w San Diego w Stanach Zjednoczonych wykazały, że zwierzęta te używają w swoich interakcjach społecznych czterech różnych rodzajów dźwięków: dwóch rodzajów wrzaskliwych/piszczących nawoływań wytwarzanych za pomocą fałdów głosowych, wyraźnego klikającego odgłosu wytwarzanego przez język i podniebienie oraz nosowego parskania wywołanego przez siłowe wyrzucanie powietrza przez pysk. Intensywność tych nawoływań wahała się od prawie niesłyszalnego pisku do przeszywającego uszy krzyku podczas szczególnie przerażających sytuacji. Najbardziej charakterystycznymi odgłosami były piszczące nawoływania. Jeden z nich był wysoki i używany podczas odczuwania bólu, strachu lub uspokojenia (czas jego trwania wynosił od 1,5 do 5 sekund). Drugi piskliwy odgłos przybierał niższy ton i był używany sporadycznie podczas eksploracji terenu, najwyraźniej w celu ogłoszenia obecności tapira na danym obszarze. W trakcie tych badań zaobserwowano hierarchię społeczną, przy czym większość pisków była wydawana przez tapiry dominujące. W momencie zbliżenia się lub nawoływania przez dominującego tapira pozostałe zwierzęta piszczały i uciekały. Klikające odgłosy wydawały się funkcjonować jako metoda identyfikacji poszczególnych osobników; tapiry wydawały ten dźwięk podczas zachowań eksploracyjnych i kiedy zbliżały się do siebie. Rzadko był on obserwowany podczas karmienia, a nigdy podczas sytuacji wywołujących ból, agresję czy też podczas uspokajania. Odgłos parskania wiązał się z agresją, dorosłe zwierzę parskało, gdy rzucało wyzwanie drugiemu. Zaobserwowano, że samice rodzące wielokrotnie piszczały podczas porodu, prawdopodobnie z powodu bólu i nieznanych doznań. Samice tapirów również odzywają się, okazując widoczny niepokój, podczas poszukiwania młodych. Zachowanie podczas rui składało się ze wzmożonych nawoływań i rozrzucania moczu. Nawoływania stawały się częstsze i intensywniejsze podczas zalotów, zbliżenia i pokrywania. Dość ograniczona wokalizacja tapirów może być ściśle związana z ich samotnym trybem życia.

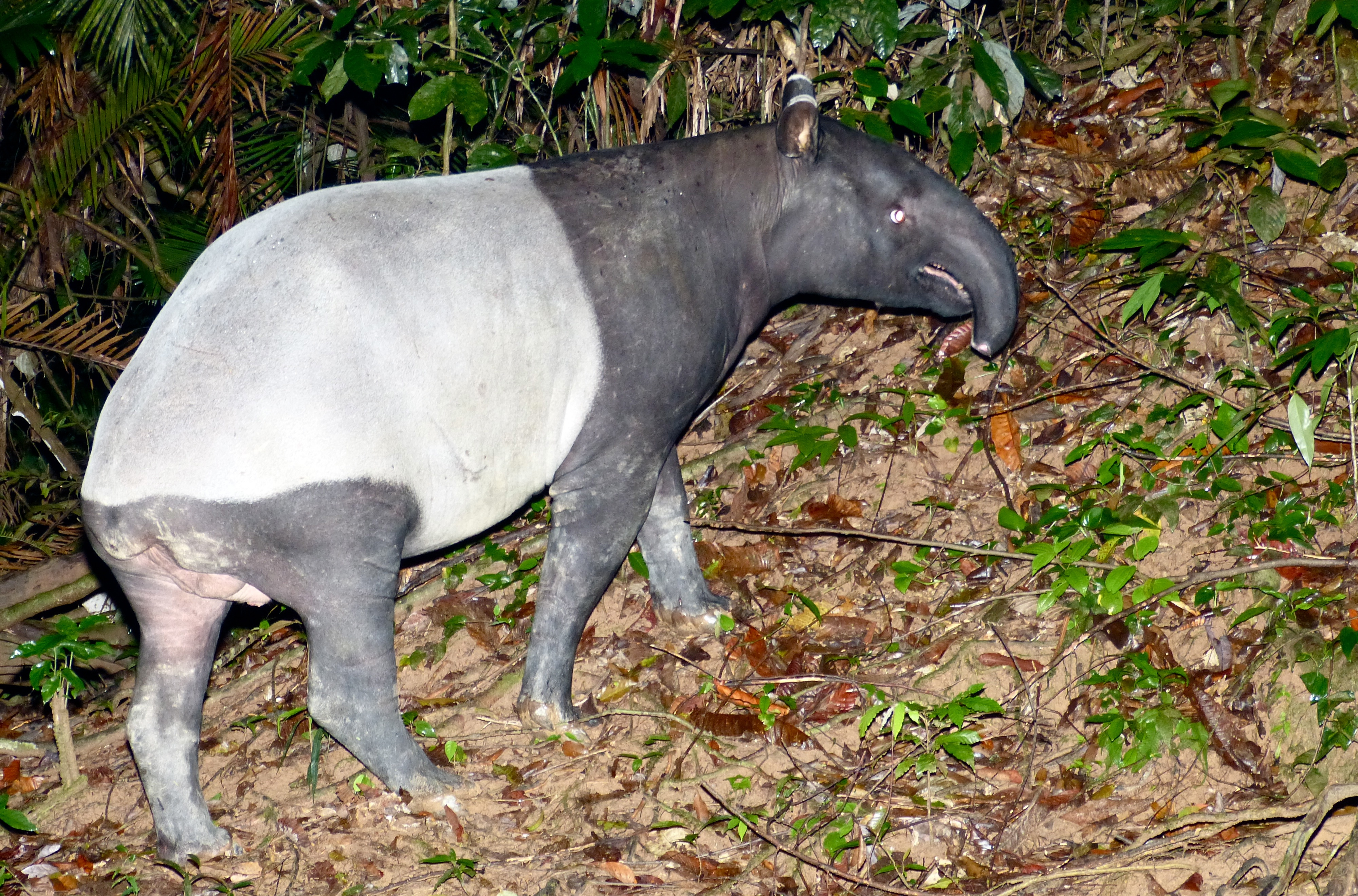
Przemieszczający się tapir czaprakowy, Pahang, Malezja

Tapiry cechują się szerokim zasięgiem. Chociaż wymagania areałów osobniczych tapirowatych różnią się w zależności od wielkości siedlisk w zasięgu ich występowania, zwykle wymagają one dużych obszarów. Tapiry czaprakowe mają największe areały, zwykle powyżej 10 km²; areał u tapira amerykańskiego waha się od 2,5 km² do 5 km². Średnią wielkość zasięgu tapirów górskich oszacowano na około 2,5 km² natomiast tapiry panamskie wydają się wykorzystywać mniejsze obszary – wcześniejsze szacunki dotyczące areału tego gatunku wynosiły około 1,25 km². Struktura obszaru występowania tapirowatych wydaje się bardzo złożona, z wieloma obszarami kluczowymi utworzonymi zgodnie z rozmieszczeniem połaci preferowanych typów siedlisk. Tapiry to duże, bardzo mobilne zwierzęta, więc mają prawdopodobnie większy zasięg percepcji, co ułatwia im wykrywanie odpowiednich siedlisk i dostrzeganie struktury krajobrazu oraz wzajemnych powiązań. Szeroki areał tapirów jest szczególnie ważny dla przetrwania tych zwierząt w rozdrobnionych siedliskach, jako że gatunki o dużych wymaganiach przestrzennych na ogół nie mogą znaleźć wystarczającej ilości pożywienia lub innych niezbędnych zasobów, aby przetrwać w dłuższej perspektywie na mniejszym obszarze. Wcześniejsze badanie, w którym przeanalizowano wpływ fragmentacji brazylijskiego lasu w Mata Atlântica na społeczności ssaków, doprowadziło do wniosków, że tapiry amerykańskie były obecne w większych rezerwatach, ale nie obserwowano ich w mniejszych fragmentach lasu. Jednak późniejsze badania nad tapirami amerykańskimi w pofragmentowanym krajobrazie regionu Pontal do Paranapanema w stanie São Paulo w Brazylii wykazały, że zwierzęta te dość łatwo poruszały się po obszarach bez odpowiednich siedlisk między fragmentami lasów, przecinając pola uprawne i pastwiska. Chociaż te przemieszczenia tapirów były zwykle raczej krótkie, wynoszące nie dalej niż 1,5–2 km i pozornie w niskim tempie, stanowiły dowód istnienia metapopulacji tapirów – fakt, że tapiry mogą wykorzystywać marginalne obszary otaczające lasy nie będące siedliskiem, w którym żyją, z pewnością pomaga im spełniać wymagania zarówno dotyczące zachowań przestrzennych, jak i siedliskowych w pofragmentowanych krajobrazach. Zagęszczenie populacji tapirów jest raczej niskie – szacunki wahają się od najwyższego poziomu wynoszącego 1,6 osobnika na km² dla tapirów amerykańskich w lasach neotropikalnych na terenach niezakłóconych, bez myśliwych lub z rzadkim ich się tam pojawianiem, do mniej niż 0,3 osobnika na km². Samotniczy styl życia i stosunkowo niskie zagęszczenie powodują, że tapiry rzadko osiągają wysoką lokalną liczebność. Oprócz zalotów lub matki z jej młodymi zwykle przemieszczają się i żywią samotnie; jednak widok dorosłych z osobnikami młodocianymi lub grupy wspólnie żerujące nie jest niczym niezwykłym. Dane zebrane podczas długoterminowych badań tapirów amerykańskich w Parque Estadual Morro do Diabo wykazały, że 78% z 81 napotkanych tapirów stanowiły pojedyncze osobniki; około 12% obserwacji dotyczyło par tapirów (dorosła samica i dorosły samiec, dorosła samica i potomstwo w różnym wieku). Udało się również zaobserwować trzy tapiry. Spośród 36 obserwacji tapirów amerykańskich w Parku Narodowym Noel Kempff Mercado w Boliwii 86% stanowiły osobniki samotne, a 14% stanowiły pary płci męskiej i żeńskiej. Długoterminowe badania tapirów amerykańskich w Brazylii i tapirów panamskich w Kostaryce wykazały silne nakładanie się poszczególnych areałów sąsiadujących osobników, zwykle w granicach od 30 do 45%.
Cielę tapira pozostaje z matką przez okres około 12–18 miesięcy. Po rozdzieleniu się matki i jej potomstwa w większości przypadków młode tapiry panamskie w Parku Narodowym Corcovado w Kostaryce pozostają w pobliżu areału matki przez trzy do czterech lat, zanim opuszczą ten obszar i założą odrębne areały. Być może wskazuje to na związek przestrzennej i społecznej organizacji tapirów z pokrewieństwem między różnymi osobnikami, co najprawdopodobniej prowadzi do wzrostu poziomu tolerancji pomiędzy sąsiadami.
Tapirowate są powszechnie uznawane za „gatunek osłonowy”.

### Pokarm
Tapirowate są wyłącznie fitofagami. Skład pokarmu tapirowatych jest bardzo szeroki, zwierzęta te żywią się bardzo dużą różnorodnością gatunków roślin i wieloma różnymi częściami roślin, w tym liśćmi, pąkami, gałązkami, korą, kwiatami i owocami nisko rosnących roślin lądowych; od czasu do czasu spożywają również roślinność wodną. Mimo że są to zasadniczo zwierzęta żywiące się roślinnością wysokopienną, intensywnie konsumują owoce, jeśli te są dostępne. Sugeruje się, że tapiry spożywają włóknistą roślinność w celu uzyskania białka, a energię czerpią z bardziej strawnych liści i owoców. W zależności od dostępności różnych składników ich pokarmu tapiry mogą zmieniać swoją strategię żerowania w zależności od typu siedliska i pory roku. Chociaż skład pokarmu tapirów był badany w kilku miejscach, bardzo niewiele wiadomo na temat zawartości składników odżywczych w pożywieniu spożywanym przez tapiry w warunkach naturalnych.

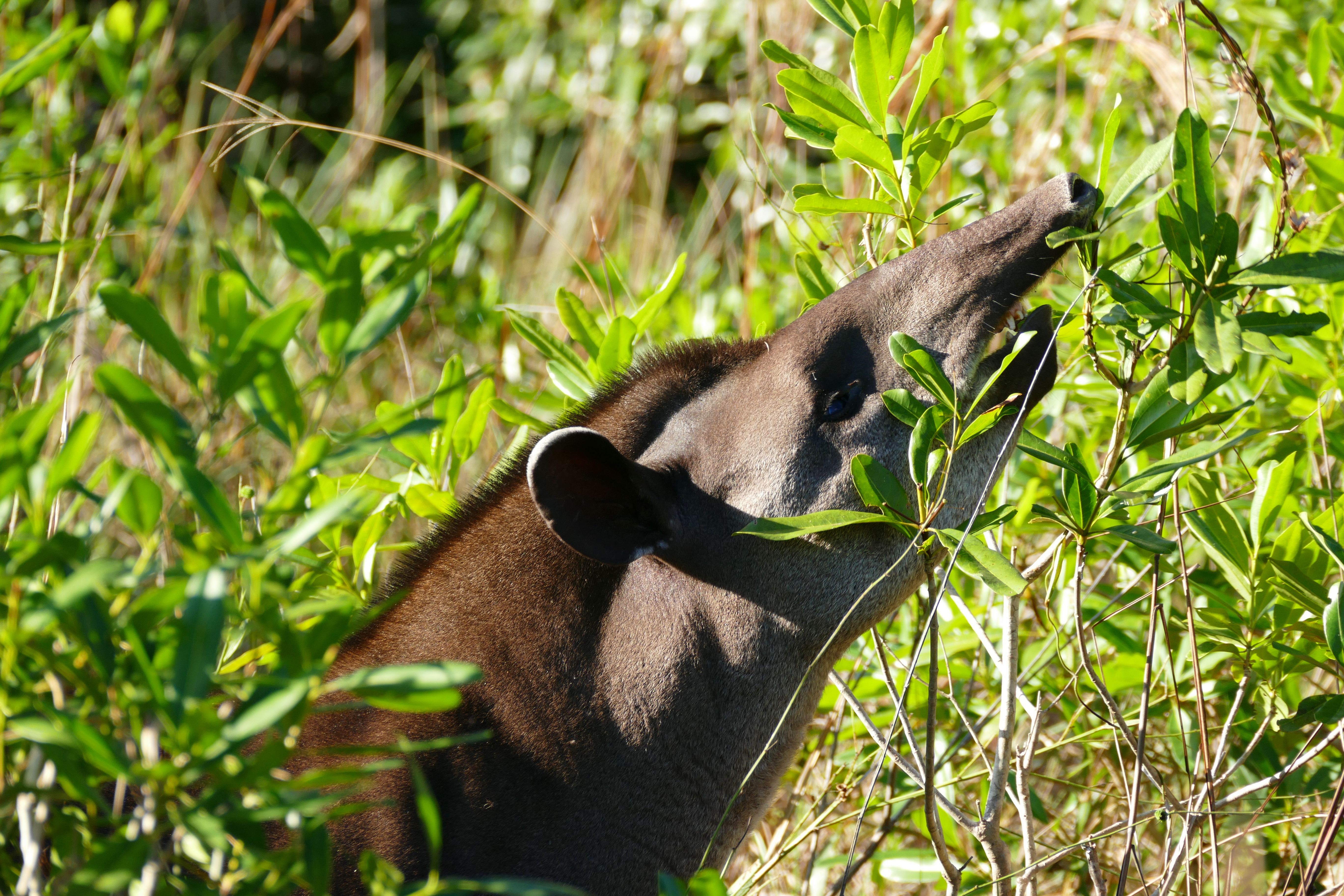
Tapir amerykański podczas jedzenia

Tapiry spędzają do 90% swojej aktywności dobowej na żerowaniu. Jedzą wiele małych posiłków w ciągu całego okresu aktywności, co jest po części funkcją ich ograniczonej pojemności żołądka w porównaniu do żołądka przeżuwaczy. Przewód pokarmowy tapira, w którym fermentacja zachodzi w jelicie tylnym, jest bardzo podobny do przewodu pokarmowego konia. Podczas żerowania tapiry zazwyczaj nie podążają regularną ścieżką, ale wolą przedzierać się przez dżunglę. Owoce mogą być zbierane z niskich krzewów lub prosto z ziemi. Tapiry czasami stają na tylnych łapach i sięgają swoją wysuniętą trąbką na odległość prawie trzech metrów od ziemi, aby zdobyć pożywienie.
Kilka badań wykazało, że owoce palmy są jednymi z najważniejszych zasobów pokarmowych tapirów. Owoce prześcigli (Mauritia) okazały się być najważniejszym składnikiem pokarmowym (76%) w składzie pokarmowym tapirów amerykańskich w peruwiańskiej Amazonii. W rzeczywistości rozmieszczenie połaci prześcigly wydaje się silnie wpływać na wzorce przemieszczania się tapirów na tym obszarze. We fragmencie półliściastego Mata Atlântica w Brazylii nasiona Syagrus romanzoffiana zostały znalezione w 54% z 46 próbek kału zebranych w ciągu czterech lat, a w Parque Estadual Morro do Diabo o powierzchni 350 km² stanowiącym skrawek Mata Atlântica w stanie São Paulo w Brazylii owoce Syagrus romanzoffiana były najczęściej znajdowanymi owocami (18,4%) w próbkach kału tapirów amerykańskich. Arekowiec Romanzowa (Syagrus romanzoffiana) jest najliczniejszym i najbardziej rozpowszechnionym gatunkiem palm w półliściastym Mata Atlântica; owoce tej palmy są bogate w węglowodany i powszechnie spożywane przez wiele różnych ptaków i ssaków, szczególnie w porze suchej, kiedy inne gatunki owoców są mniej dostępne.
Tapiry odgrywają kluczową rolę w kształtowaniu struktury i utrzymaniu funkcjonowania ekosystemów, dlatego nazywane są „inżynierami ekologii”, a także „ogrodnikami lasu”. Eksperymenty wykluczające przeprowadzone z dużymi lądowymi roślinożercami w Boliwii wykazały, że tapiry, pekari i jelenie w znacznym stopniu wpływają na dynamikę ekosystemów. Ogólnie rzecz biorąc, zwierzęta te wpływają na strukturę i różnorodność zbiorowisk roślinnych poprzez zmniejszenie liczebności preferowanych gatunków i zmianę interakcji konkurencyjnych między roślinami, a tym samym utrzymanie heterogeniczności siedlisk. Duże zwierzęta, takie jak tapiry, nawet przy niskim zagęszczeniu populacji mogą stanowić znaczną biomasę i spożywać duże ilości pożywienia. Tapiry panamskie występujące w Parku Narodowym Corcovado w Kostaryce spożywały średnio 15,63 kg owoców i materiałów włóknistych dziennie. Ponadto tapiry selektywnie przeglądają wegetatywne części różnych roślin nadających się do spożycia i wydają się odgrywać ważną rolę jako długodystansowi rozsiewacze nasion. Owoce przypominające strąki z małymi nasionami mogą być przeżuwane ze znacznym uszkodzeniem nasion, ale mięsiste owoce z dużymi nasionami mogą być spożywane w całości, po czym nasiona te przechodzą przez jelita z minimalnym uszkodzeniem i zwiększoną zdolnością kiełkowania. Tapiry zjadają całe nasiona i wypluwają lub wypróżniają je w dużej liczbie, przy czym nasiona te zachowują swoją żywotność i mogą być mniej podatne na zjedzenie przez inne zwierzęta niż nasiona nie znajdujące się w odchodach, co wydaje się sugerować, że tapiry mogą zwiększać skuteczność rozprzestrzeniania się nasion, jeśli wypróżniają się z dala od roślin macierzystych. Tapir amerykański jest jedynym ssakiem kopytnym, który regularnie rozsiewa nasiona w Amazonii. Rozsiewanie nasion przez tapiry umożliwia również ich wtórne rozprzestrzenianie przez małe gryzonie, które usuwają nasiona z kału złożonego przez tapiry w latrynach. Tapirowate nie są przeżuwaczami – mają hipertroficzne jelito ślepe, w związku z czym trawienie nasion jest mniejsze w porównaniu z innymi roślinożernymi dużymi ssakami, takimi jak jelenie i pekari. Tak więc lokalne wymieranie tapirów lub drastyczne spadki ich populacji mogą spowodować załamanie kluczowych procesów ekologicznych, zagrażając w dłuższej perspektywie integralności ekosystemu. Fragmentacja siedlisk ma wpływ na dietę tapirów, negatywnie wpływając na populacje tapirów występujących w niewielkich fragmentach lasu, gdzie dostępnych jest mniej owoców niż w ciągłych połaciach lasów tropikalnych. Naukowcy przeanalizowali wpływ fragmentacji lasów w Mata Atlântica w regionie Pontal do Paranapanema w stanie São Paulo w Brazylii na dietę tapirów amerykańskich. Badania wykazały, że tapiry w Parque Estadual Morro do Diabo, największej pozostałości leśnej w regionie, spożywały znacznie wyższy procent owoców i niższy procent materiałów włóknistych w porównaniu z tapirami zamieszkującymi mniejsze fragmenty lasu w okolicy parku.

### Rozmnażanie
Większość informacji o rozmnażaniu tapirów pochodzi od zwierząt trzymanych w niewoli, ponieważ wiedza o ich rozmnażaniu na wolności jest bardzo skąpa. Wszystkie cztery gatunki tapirów są bardzo podobne pod względem biologii rozrodu i zachowań rozrodczych. U tapirów występuje bardzo powolny cykl reprodukcyjny i wydaje się, że nie ma on sezonowego wpływu na reprodukcję. W Ameryce Południowej reprodukcja tapirów amerykańskich i panamskich jest niższa niż u gatunków jeleni i pekari, które mogą z nimi współwystępować. Bezpośrednie i pośrednie dowody z badań terenowych nad tapirami panamskimi w Parku Narodowym Gorcovado w Kostaryce wskazują, że tapiry nie są monogamiczne, ale prawdopodobnie fakultatywnie poligamiczne; ten system kojarzenia przewiduje, że pojedynczy samiec może kojarzyć się z kilkoma samicami, bez żadnych ograniczeń w liczbie samic przypadających na jednego samca, a samice zazwyczaj kojarzą się tylko z jednym samcem. U większości dużych roślinożerców występuje poligamiczny system godowy, a samce zazwyczaj nie pomagają samicom w wychowywaniu młodych. Dorosłe samice tapirów są zazwyczaj wielorujowe, a cykl rujowy występuje co 28–81 dni. Okres rui trwa od 1 do 4 dni, przy czym oznaki rui tapirów są bardzo trudne do ustalenia. Samce co najmniej raz podczas cyklu kopulują z samicami będącymi w stanie rui, a sama kopulacja może trwać nawet 15–20 minut. Tapiry zwykle wydają na świat jedno potomstwo po długim okresie ciąży wynoszącej od 13 do 14 miesięcy (390–410 dni). Ciąże bliźniacze są bardzo rzadkie. Ogólnie przyjmuje się, że odsetek płci przy urodzeniu na wolności wynosi 50% samic i 50% samców.

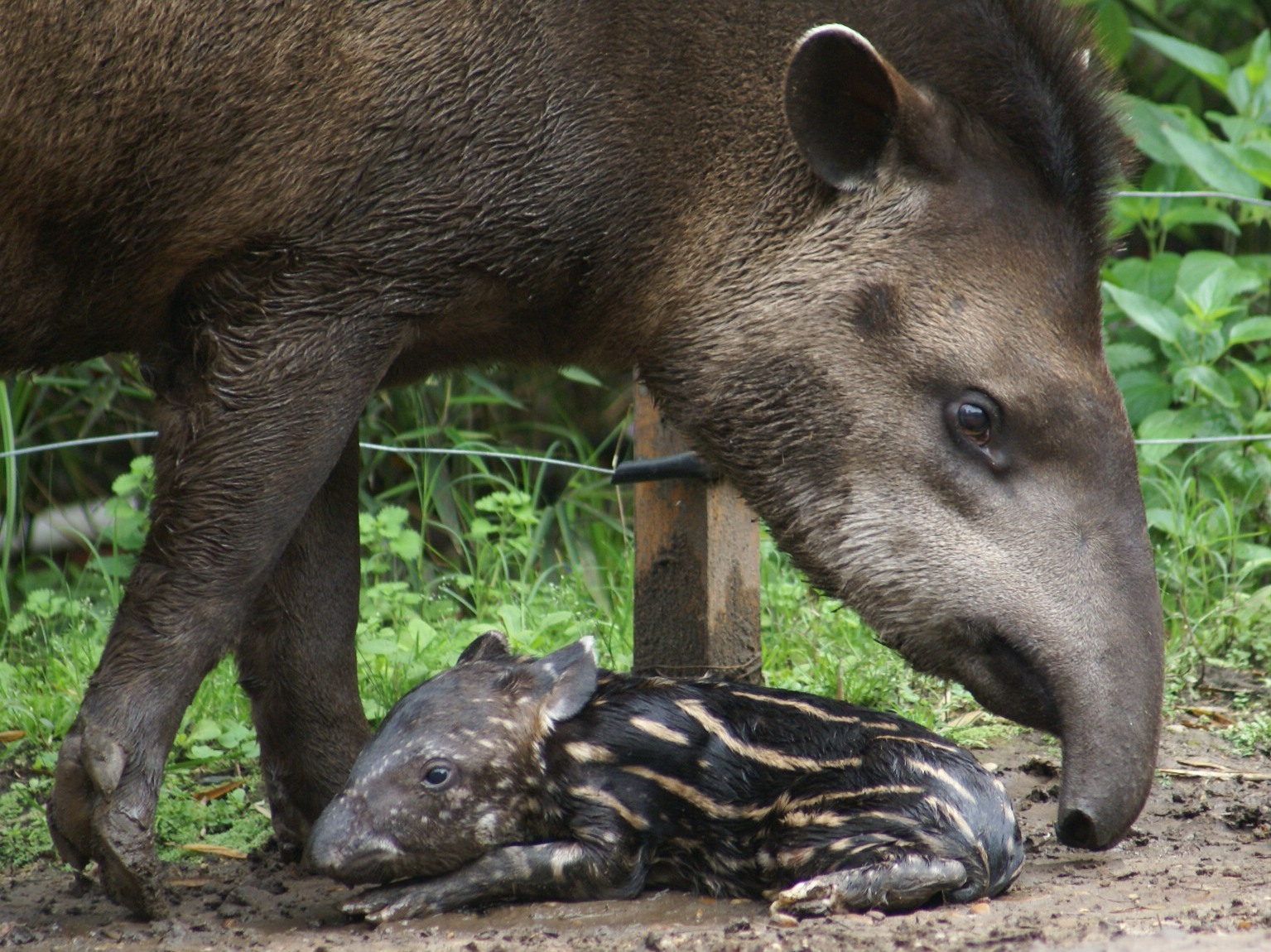
Samica tapira amerykańskiego z nowo narodzonym młodym, ogród zoologiczny w Buenos Aires, Argentyna

To, czy samica jest w ciąży, może być trudne do ustalenia; masa ciała ciężarnych samic wzrasta tylko o 10%. W diagnostyce i monitorowaniu ciąży u osobników będących w niewoli powszechnie stosuje się ultrasonografię przezbrzuszną i odbytniczą, a także analizę steroidów moczu i stolca. Precyzyjne przewidzenie czasu narodzin jest u tapirów trudne; obrzęk sromu i wydzielina śluzowa mogą poprzedzać poród od dwóch do trzech tygodni, a także powiększa się wymię. Poród jest zwykle krótki, a zdrowe cielę może stać już na własnych nogach w ciągu kilku godzin od urodzenia. Ruja poporodowa jest możliwa od 9 do 27 dni po urodzeniu cielęcia, więc samica może zajść w ciążę w ciągu 1 do 3 miesięcy po porodzie. Jeśli następuje utrata potomstwa podczas laktacji lub z powodu przyjść na świat martwego płodu lub śmierci noworodka, może to spowodować, że samice szybciej znajdą się w rui, co skraca odstęp międzyporodowy. W przypadku tapirów żyjących w niewoli odstęp międzyporodowy może wynosić nawet 14 miesięcy. W naturze ten okres może być możliwy w siedliskach wykazujących niewielką sezonowość dostępności pożywienia, natomiast w siedliskach sezonowo suchych odstęp między porodami może być dłuższy.

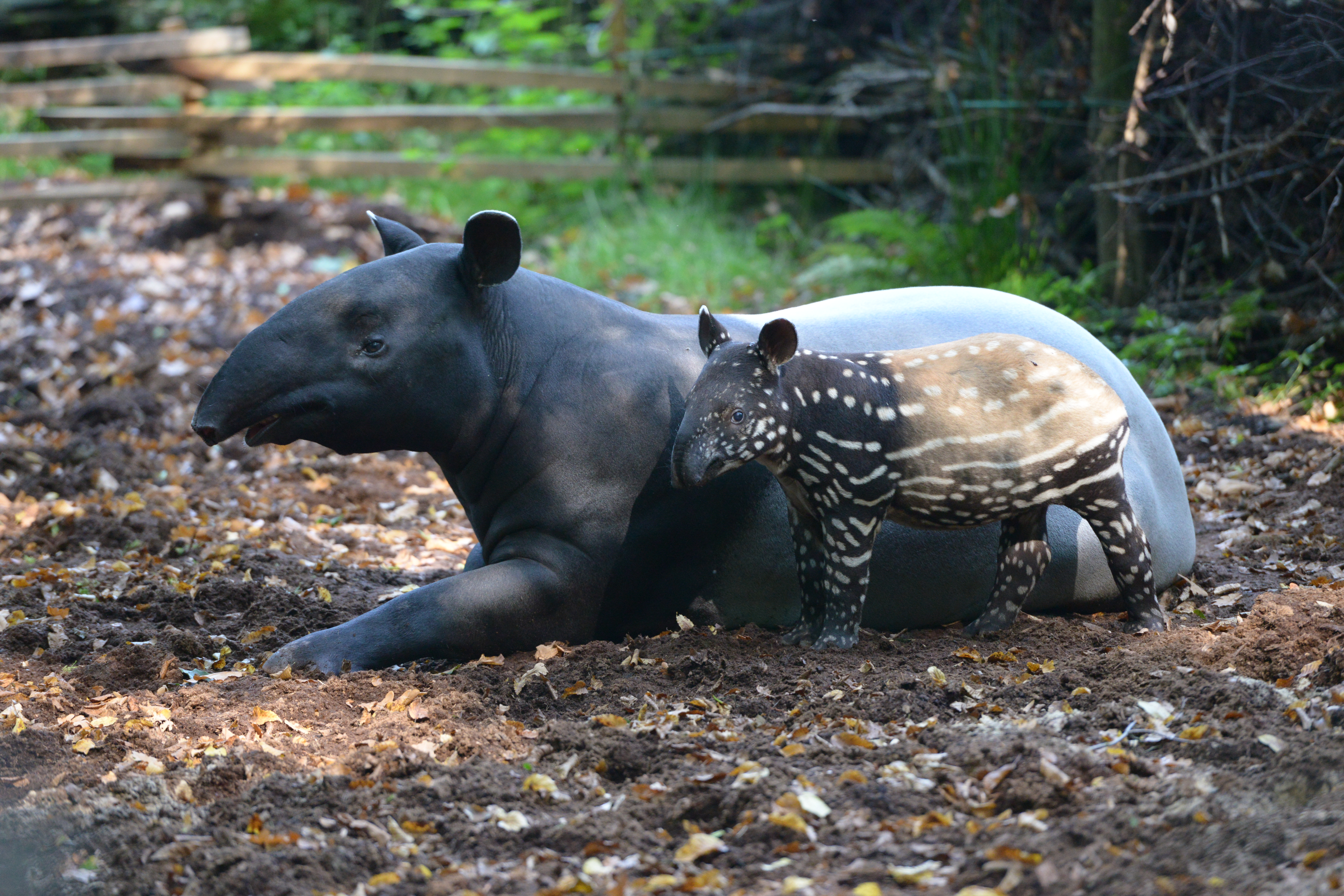
Samica tapira czaprakowego z młodym, ogród zoologiczny w Zlinie, Czechy

W niewoli zarówno samice, jak i samce osiągają zwykle dojrzałość płciową w wieku dwóch lat. Samice są gotowe do zajścia w ciążę w wieku średnio trzech lat; istnieją doniesienia, że trzymywane w niewoli samce tapirów doczekały się swojego pierwszego potomstwa w wieku zaledwie dwóch lat. Maksymalny wiek reprodukcji szacuje się na około 15–20 lat dla obu płci; ponieważ warunki występujące w środowisku naturalnym są bardziej surowe niż w niewoli, co w konsekwencji prowadzi do większego obciążenia zwierząt, wiek pierwszego rozrodu tapirów na wolności oszacowano na 4–5 lat, a maksymalny wiek reprodukcji dla obu płci na około 20 lat. W niewoli tapiry mogą żyć ponad 35 lat.
W pierwszym tygodniu po urodzeniu młode jest schowane w ustronnym miejscu, gdzie samica okresowo wraca, aby je pielęgnować. Dziesięć dni później młode już aktywnie podąża za matką przez las. Młode szybko rosną i potrafią pływać po trzech tygodniach. Są całkowicie odstawiane od piersi do czwartego miesiąca życia. Cielę przebywa z matką od 12 do 18 miesięcy. Śmiertelność tapirów może być wysoka w ich pierwszym roku życia, ponieważ drapieżniki mają tendencję do chwytania młodszych zwierząt.

### Interakcje międzygatunkowe

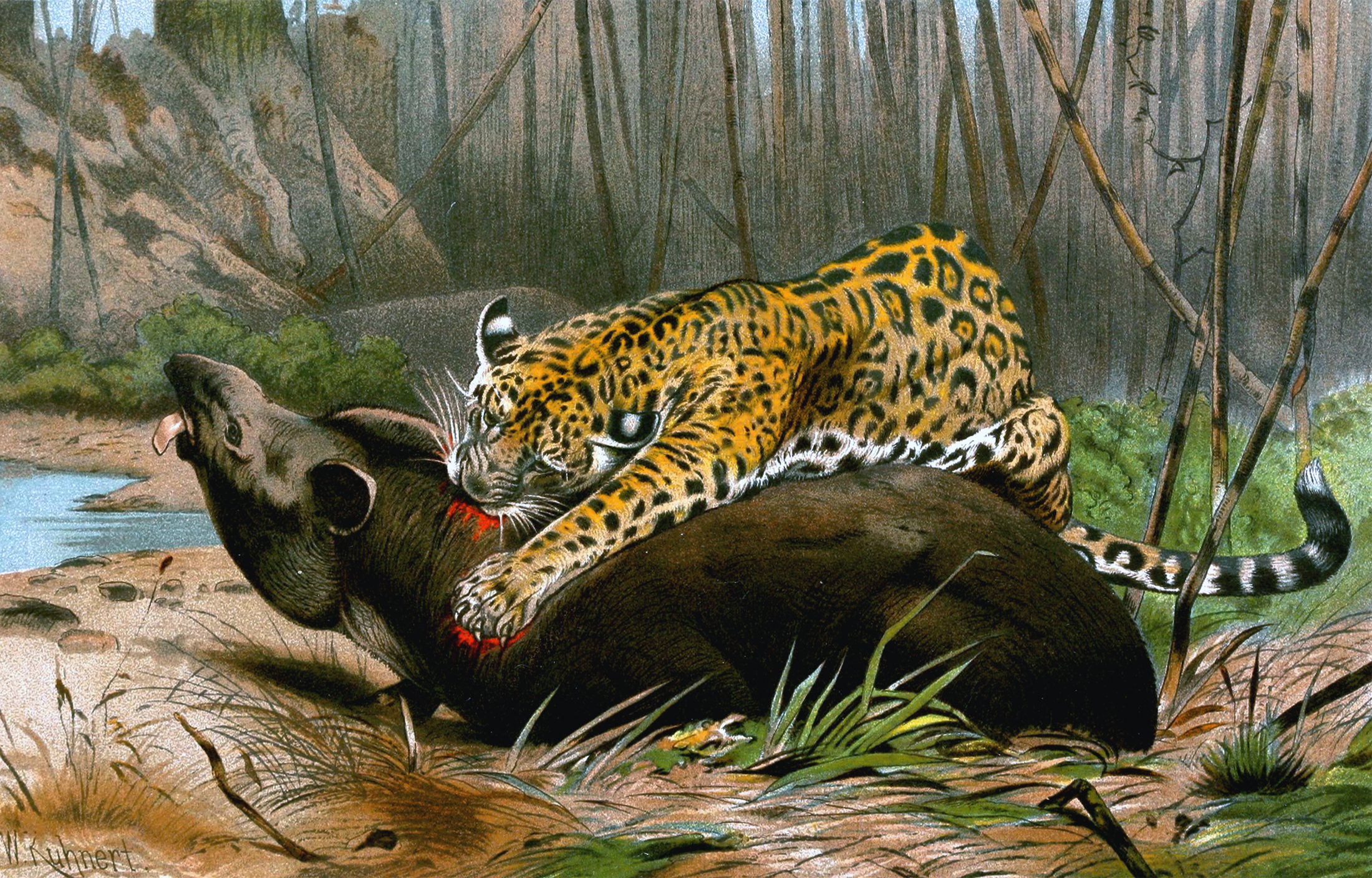
Ilustracja autorstwa Wilhelma Kuhnerta przedstawiająca atak jaguara amerykańskiego na tapira amerykańskiego

Jako że tapiry są masywnymi ssakami, poluje na nie bardzo mało naturalnych drapieżników. Polują głównie na nie duże koty – jaguary amerykańskie (Panthera onca) i pumy płowe (Puma concolor) w Ameryce Środkowej i Południowej oraz tygrysy azjatyckie (Panthera tigris) w południowo-wschodniej Azji. Podczas 12-letnich badań tapirów amerykańskich w Parque Estadual Morro do Diabo w Brazylii zaobserwowano kilkakrotnie drapieżnictwo na tapirach przez jaguary amerykańskie i pumy płowe. 3 z 25 tapirów z założonymi obrożami radiowymi (dwa osobniki niedojrzałe i jeden dorosły) zostały zabite przez jaguara amerykańskiego lub pumę płową, a także znaleziono trzy zwłoki dorosłych tapirów nie posiadających obroży, które zostały zabite przez jaguary amerykańskie. Ponadto u kilku schwytanych tapirów na ich skórze stwierdzono ślady po pazurach. w 2020 roku w regionie Calakmul w Meksyku udokumentowano pierwszy fakt drapieżnictwa jaguara amerykańskiego na tapirze panamskim. Chociaż jaguary amerykańskie i pumy płowe naturalnie wolą małą i średnią zdobycz, przegląd 15 badań dotyczących ekologii żywienia jaguarów amerykańskich w czterech brazylijskich biomach wykazał małą częstość występowania szczątków tapirów w odchodach jaguara: 0,4% w Pantanalu, 2,2% w Mata Atlântica, 3,2% w Amazonii i 4% w Cerrado; w stanie Parana na 85 próbek kału pumy płowej tylko w jednej znaleziono sierść i kilka kopyt tapira amerykańskiego. W Brazylii jaguary amerykańskie i pumy płowe zwykle atakują tapiry w nocy, gdy te opuszczają brzegi rzek i bagna, by żerować w lesie. Na tapiry panamskie mogą polować również duże krokodyle. Na fotopułapce zainstalowanej w Tajlandii sfotografowano kilka tapirów czaprakowych z głębokimi bliznami, najwyraźniej pochodzącymi nie od polowanie przez ludzi, ale od ataków tygrysów azjatyckich. Ponadto okazało się, że inne tapiry czaprakowe zostały poważnie okaleczone, ale przetrwały ataki, które uważano za wykonane przez lamparty plamiste (Panthera pardus), cyjony rude (Cuon alpinus) lub tygrysy azjatyckie. Tapiry są w stanie przetrwać ataki tak sprawnych drapieżników dzięki bardzo grubej skórze wokół szyi, która ma 2–3 cm grubości i jest bardzo twarda (podczas chwytania i zabijania ofiary głównym celem tygrysa azjatyckiego jest szyja). Dodatkowo tapiry mają zdolność bardzo szybkiego biegu przez gęste leśne podszycie, co może być sposobem na umknięcie polującymi na nich drapieżnikowi.
Wszystkie cztery gatunki tapirów są uważane przez niektóre społeczności człowieka za szkodniki z powodu niszczenia przez nie upraw, przez co są zabijane za pomocą sideł, jak i broni palnej. Na Sumatrze rośnie również rynek mięsa pozyskiwanego z tapirów czaprakowych. Kolejnym problemem w interakcjach z człowiekiem jest hodowla bydła przez tego ostatniego. Do siedlisk tapirów amerykańskich i górskich na szeroką skalę wprowadzono bydło, co prowadziło do rywalizacji o przestrzeń i zasoby żywności. W Argentynie zaobserwowano, że obszary Parku Narodowego El Rey i okolicznych farm, na których wypasane jest bydło, są unikane przez tapiry amerykańskie. To samo zaobserwowano w Parku Narodowym Sangay w Ekwadorze, gdzie tapiry górskie nie występują na obszarach wykorzystywanych przez bydło. Potencjalnym problemem związanym z bliskością zwierząt gospodarskich jest ryzyko przenoszenia przez nie chorób zakaźnych i innych czynników etiologicznych. Zespół badawczy z Brazylii wykrył w surowicy dodatnie miana czterech chorób zakaźnych (choroba niebieskiego języka, końskie zapalenie mózgu, zakaźne zapalenie nosa i tchawicy bydła i leptospirozy) oraz szereg pasożytów w populacjach tapirów amerykańskich w Mata Atlântica i biomach Pantanalu. Innym poważnym problemem związanym z hodowlą bydła jest to, że powoduje ono zwiększone polowanie na tapiry. Tapiry giną również na drogach po kolizjach z pojazdami użytkowanymi przez człowieka.
Każdy tapir może stać się agresywny i potencjalnie niebezpieczny, nawet jeśli tapiry mogą przyzwyczaić się do ludzi i sprawiać wrażenie nieśmiałych i potulnych. W większości przypadków tapiry starają się unikać konfrontacji, uciekając w zarośla lub, jeśli to możliwe, zanurzając się w wodzie, dopóki zagrożenie nie minie. Niemniej jednak tapiry są w stanie się bronić, mając do dyspozycji bardzo potężne szczęki i duże, ostre zęby. Istnieją udokumentowane doniesienia o atakach tapirów i, w jednym przypadku, zabiciu człowieka. W 1998 roku opiekunka w ogrodzie zoologicznym w Oklahoma w Stanach Zjednoczonych została zaatakowana przez samicę tapira czaprakowago, gdy próbowała nakarmić ją i jej młode; lewa ręka opiekunki została odcięta w środkowej części mięśnia dwugłowego, a także doznała ona urazów szyi, miała przebite płuca i ogólne skaleczenia. W 2006 roku kostarykański minister środowiska był ścigany i atakowany przez tapira panamskiego w Parku Narodowym Corcovado w Kostaryce. W 2005 roku 55-letni mężczyzna został zaatakowany przez tapira amerykańskiego po tym, jak zaskoczył i poklepał zwierzę na swojej plantacji kukurydzy w pobliżu rzeki Parana w Brazylii; ofiara miała głębokie ukąszenia na udach, szyi i karku, co spowodowało poważne uszkodzenia ciała, krwotok i w konsekwencji śmierć. Był to pierwszy raport o incydencie z tapirem, który zakończył się śmiercią zaatakowanego człowieka.

## Zagrożenia i ochrona
Wszystkie cztery gatunki są uznawane przez IUCN za potencjalnie zagrożone wyginięciem: tapir amerykański klasyfikowany jest jako VU (ang. vulnerable „narażony”), natomiast tapir czaprakowy, górski i panamski jako EN (ang. endangered „zagrożony”). Ponadto tapir amerykański jest wymieniony w załączniku II w CITES, natomiast pozostałe gatunki tapirów są wymienione w załączniku I. Populacje wszystkich czterech gatunków doświadczyły spadku populacji o ponad 30% w ciągu ostatnich trzech pokoleń (co wynosi około 33 lat). Jako że niszczenie lasów i fragmentacja siedlisk neotropikalnych, w których można spotkać tapiry, będzie postępować w szybkim tempie, przewiduje się, że tempo spadku populacji będzie się utrzymywać, a w niektórych przypadkach wzrośnie, w ciągu następnych trzech pokoleń. Ze względu na samotniczy tryb życia, niski wskaźnik reprodukcji, długi czas pokolenia i niskie zagęszczenie populacji tapiry rzadko występują licznie, co czyni je bardzo podatnymi na potencjalne zagrożenia. Populacje tapirów nie odbudowują się łatwo po poważnej redukcji; w związku z tym populacje tapirów są szczególnie podatne na utratę i fragmentację siedlisk. Na dodatek, gdy fragmentacja siedlisk prowadzi do powstawania małych populacji, inne zagrożenia, takie jak polowania, śmierć na drogach i choroby, są jeszcze większymi zagrożeniami dla pozostałych populacji tapirów.
Polowania to jedno z najważniejszych zagrożeń dla populacji tapirów. Ze względu na ich ekologię populacje tapirów wykazują szybki spadek ze względu na polowania. Efekty polowań są szczególnie widoczne na obszarach, gdzie presja polowań jest wysoka, natomiast tapiry są zwykle powszechne na obszarach, na których nie ma polowań. Tapiry amerykańskie są jednymi z preferowanych gatunków zwierzyny łownej dla myśliwych zabijających na własne potrzeby i w celach komercyjnych w całej Amazonii; na tapiry górskie poluje się głównie ze względu na ich skórę, z której wytwarza się narzędzia i domowe artefakty; ponadto kłusownicy sprzedają skórę i stopy tapirów górskich do celów leczniczych.
Gatunki tapirów są prawnie chronione w większości krajów, jednak istniejące prawa są rzadko egzekwowane i dlatego w większości przypadków okazują się nieskuteczne.